# Кемане
Кемане, чемане (мак. ќемане, вимовляється МФА: ['cɛmanɛ]; серб. ћемане, ćemane) — музичний смичковий струнний інструмент, традиційно використовуваний на Балканах і в Анатолії. Інструмент схожий на скрипку або альт і споріднені з болгарською гадулкою. Кемане також нагадує грецьку інструментальну ліру. Інструмент зазвичай використовується для супроводу народної музики та співу, особливо епічної поезії, і рідко використовується як сольний інструмент.. Здебільшого він поширений у Східній Македонії та районі Осогово, де в деяких частинах інструмент називають кємене, а в північних районах Македонії він називається гуслє.
Назва «кемане», ймовірно, походить від kemençe, тюрського слова для позначення народної скрипки. Схожий і під такою же назвою інструмент існував і серед кримських татар. 
Кемане може бути виготовлений у різних формах. Довжина коливається від 480 до 540 мм. Його форма може бути як прямої, так і вигнутої форми. Старі кемане робили шляхом злому отворів в інструменті, в які були вставлені волоски кінського хвоста, однак сучасні струни кемане прикріплені до дерев'яної бабки, як у скрипки. Його роблять із цільного шматка дерева (волоського горіха, клена або іншого) з трьома структурними частинами: тілом (krtuna), шиєю (shija) та бабкою (glava). Струни встановлені на різній висоті, так що на можна грати одночасно на двох струнах. Звук видобувається при русі смичка від однієї до іншої струни, під час гриндингу видає звук невизначеної висоти.
Незважаючи на те, що інструмент вважається одним із найдавніших струнних інструментів в регіоні Македонія, кемане з'явився в македонській музиці в кінці XIX — на початку XX століття, коли він увійшов до македонських композицій чалгія.. Кемане має три струни, хоча є деякі, зроблені з чотирма, але дуже рідкісні.